# Altrich
Altrich es un municipio de Alemania, situado en el distrito de Bernkastel-Wittlich, en el estado de Renania-Palatinado. Su población en el año 2011 era de 1584 habitantes.

## Geografía
Altrich se encuentra a unos 4 km al sur de Wittlich, la capital del distrito y a unos 180 sobre el nivel del mar.

## Lugares de interés
- Restos romanos en Neuenhof, en dirección a Klausen.

## Imágenes

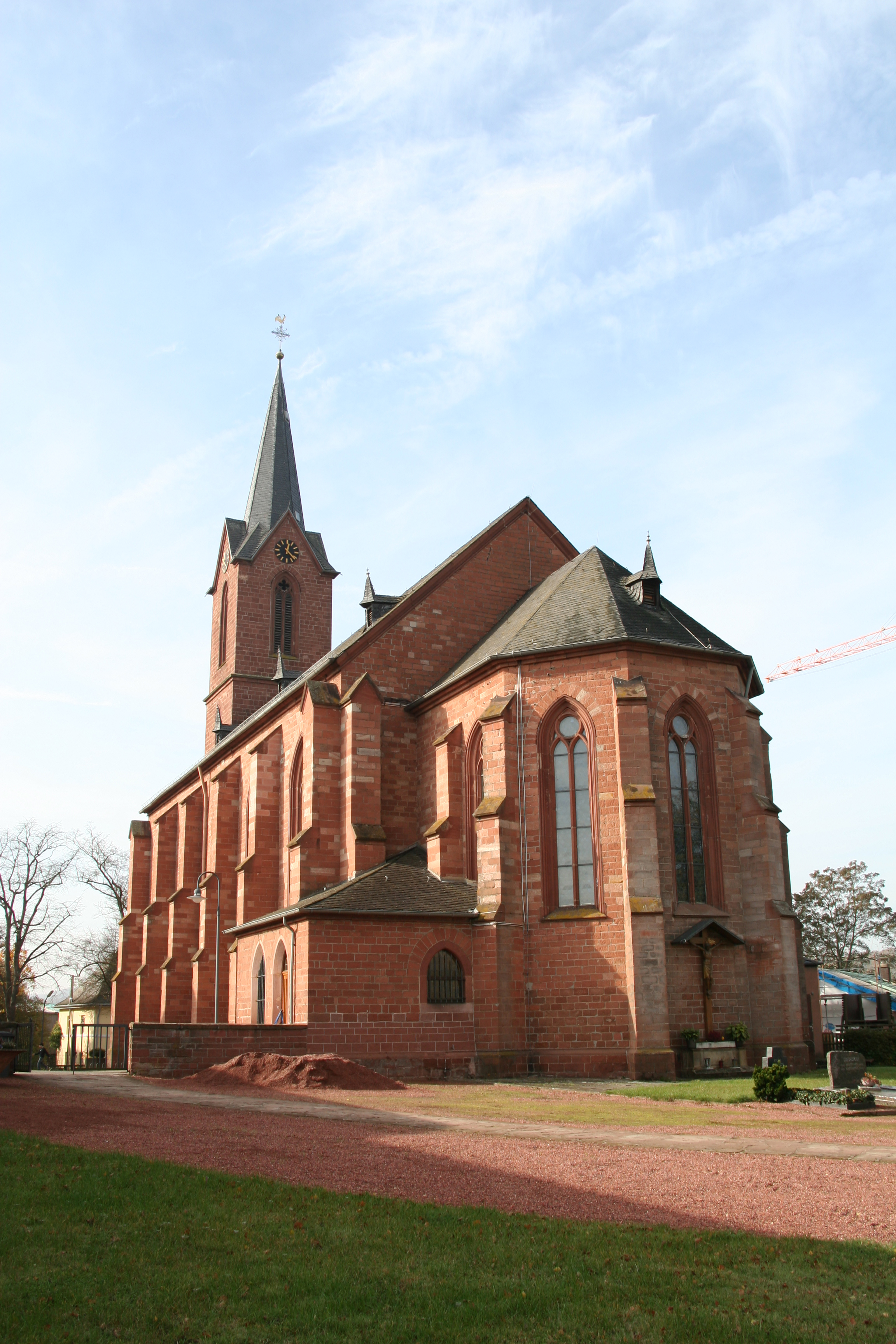
Saint Andrew’s Parish Church
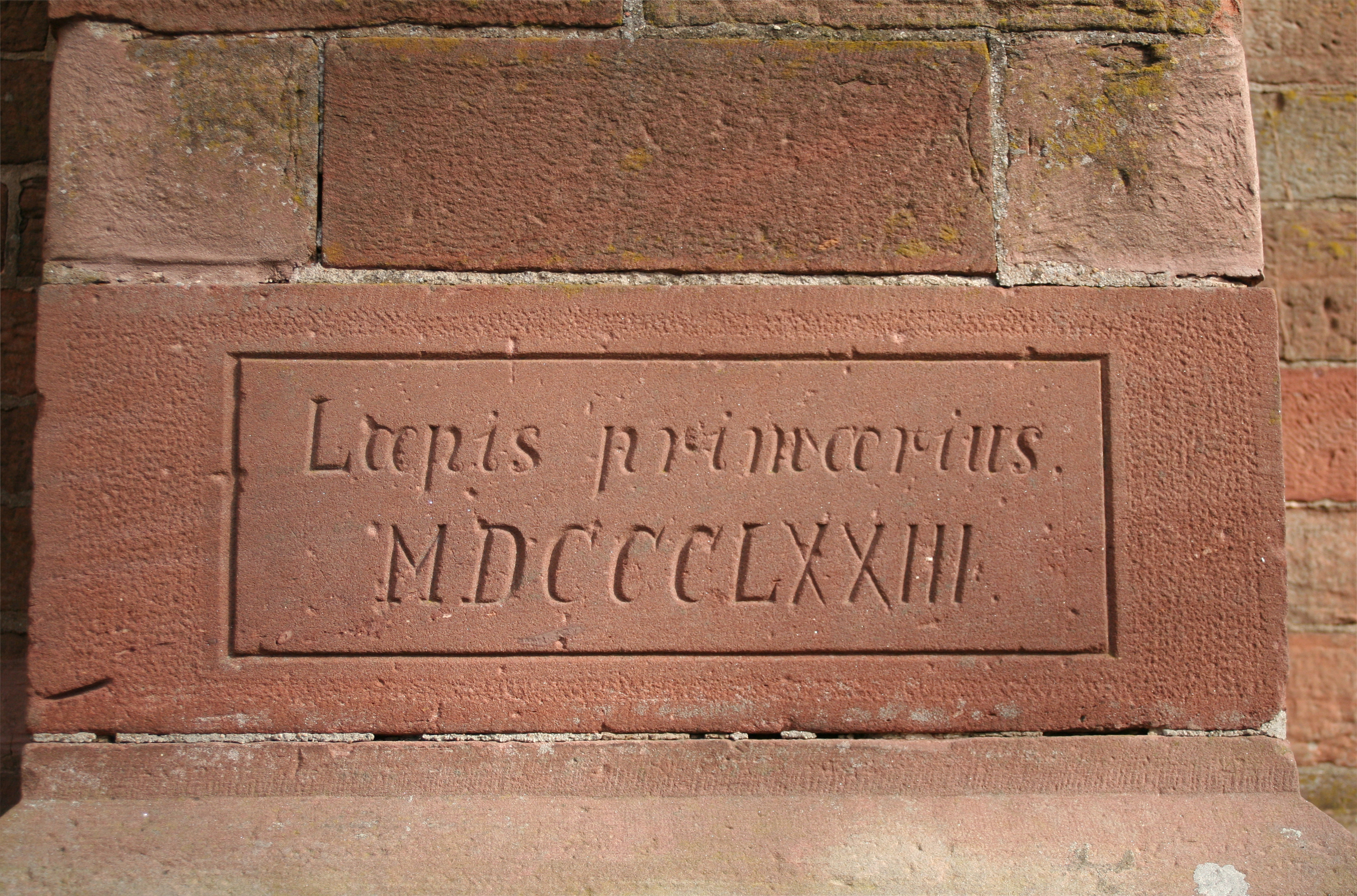
Saint Andrew’s Parish Church
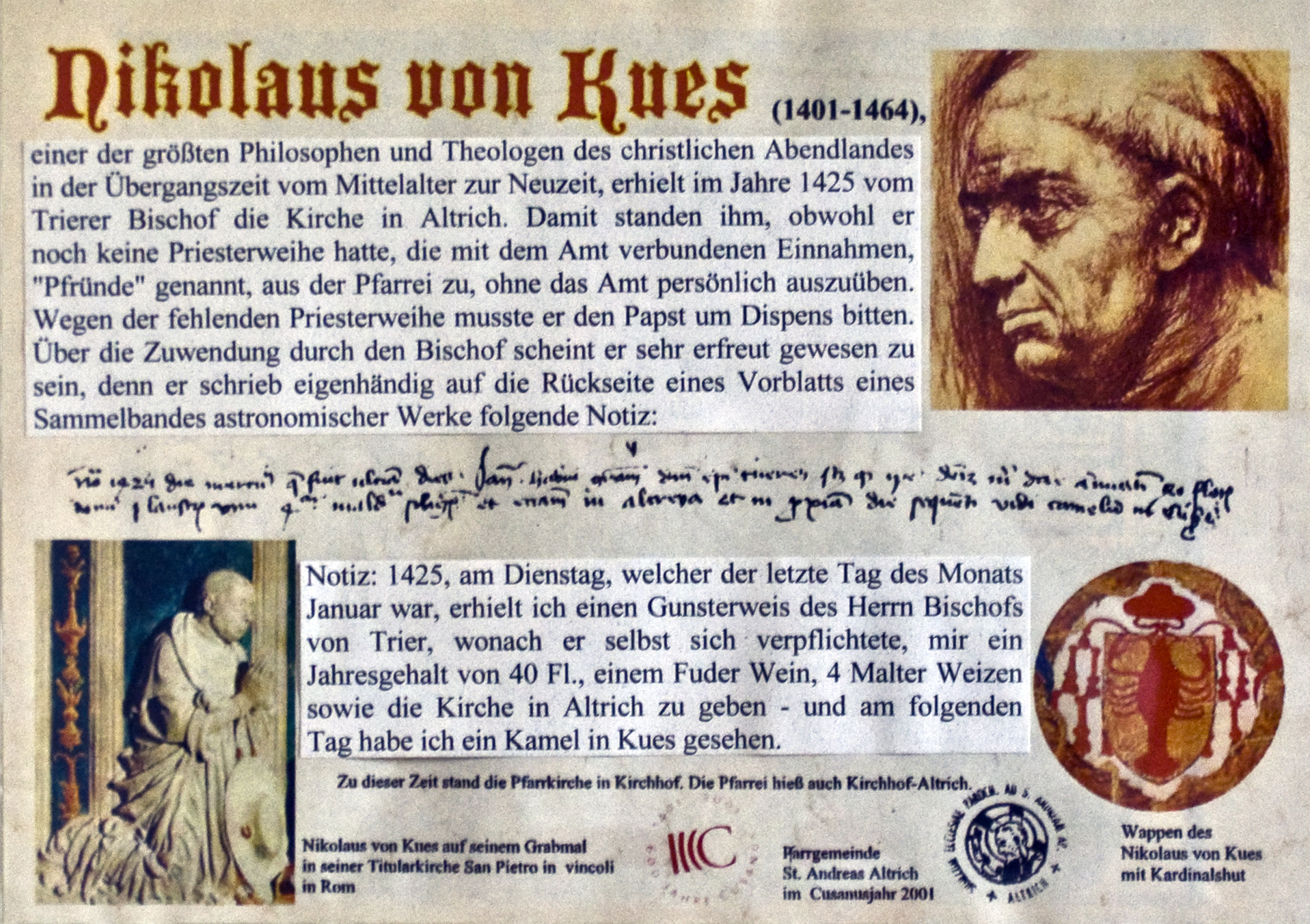
Saint Andrew’s Parish Church
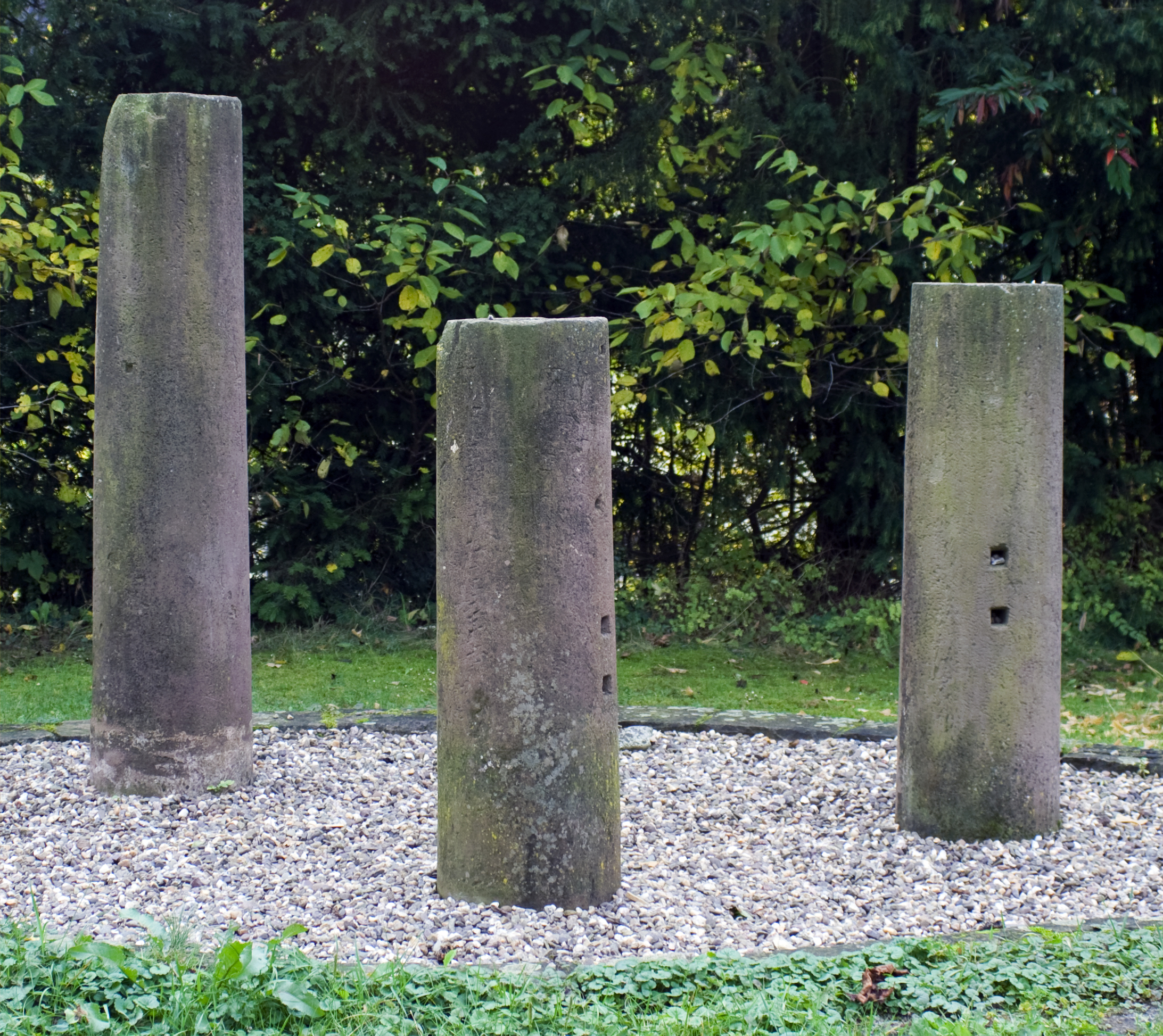
Cusanus Columns
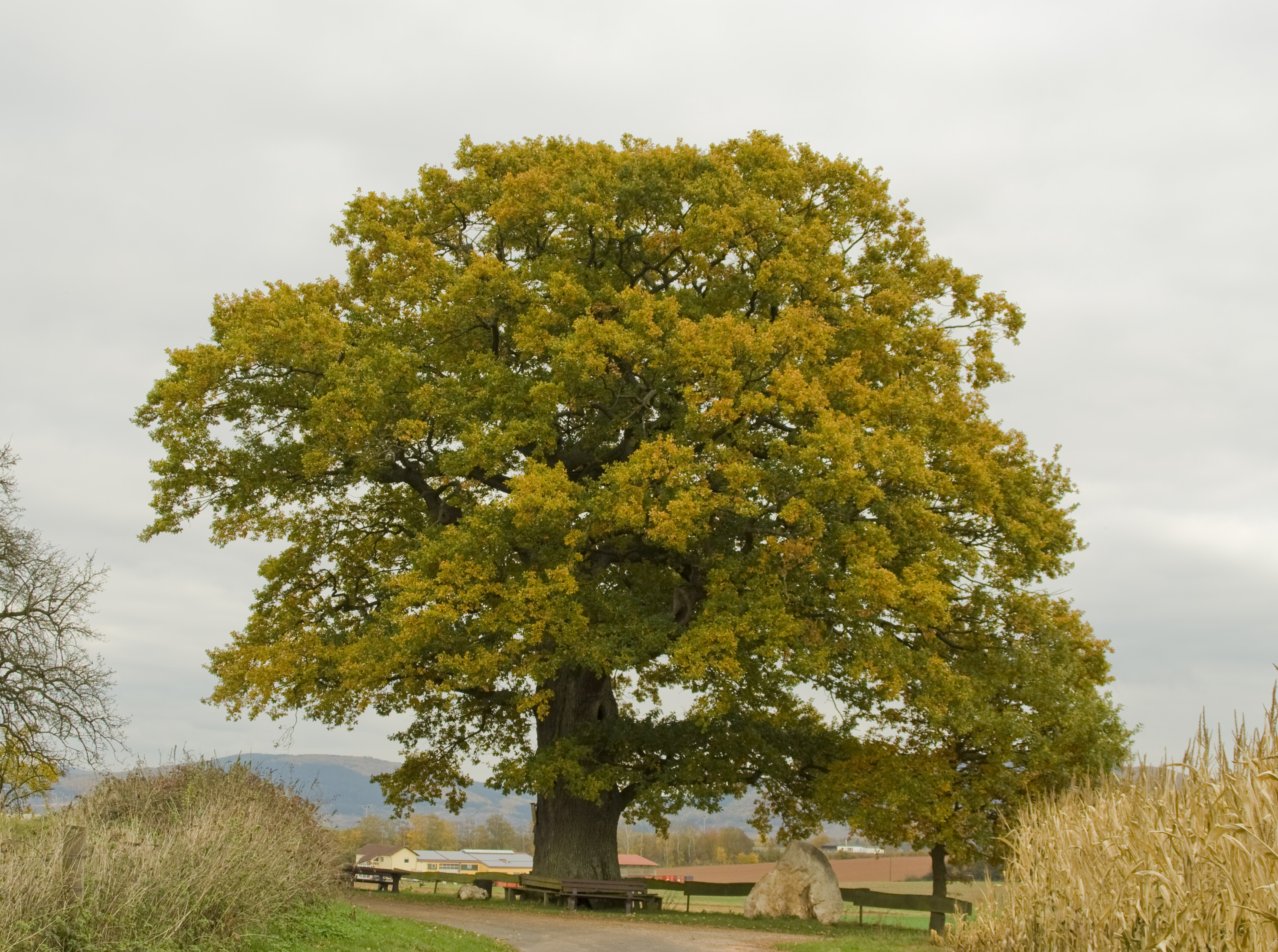
Alte Eiche (“Fat Oak”)
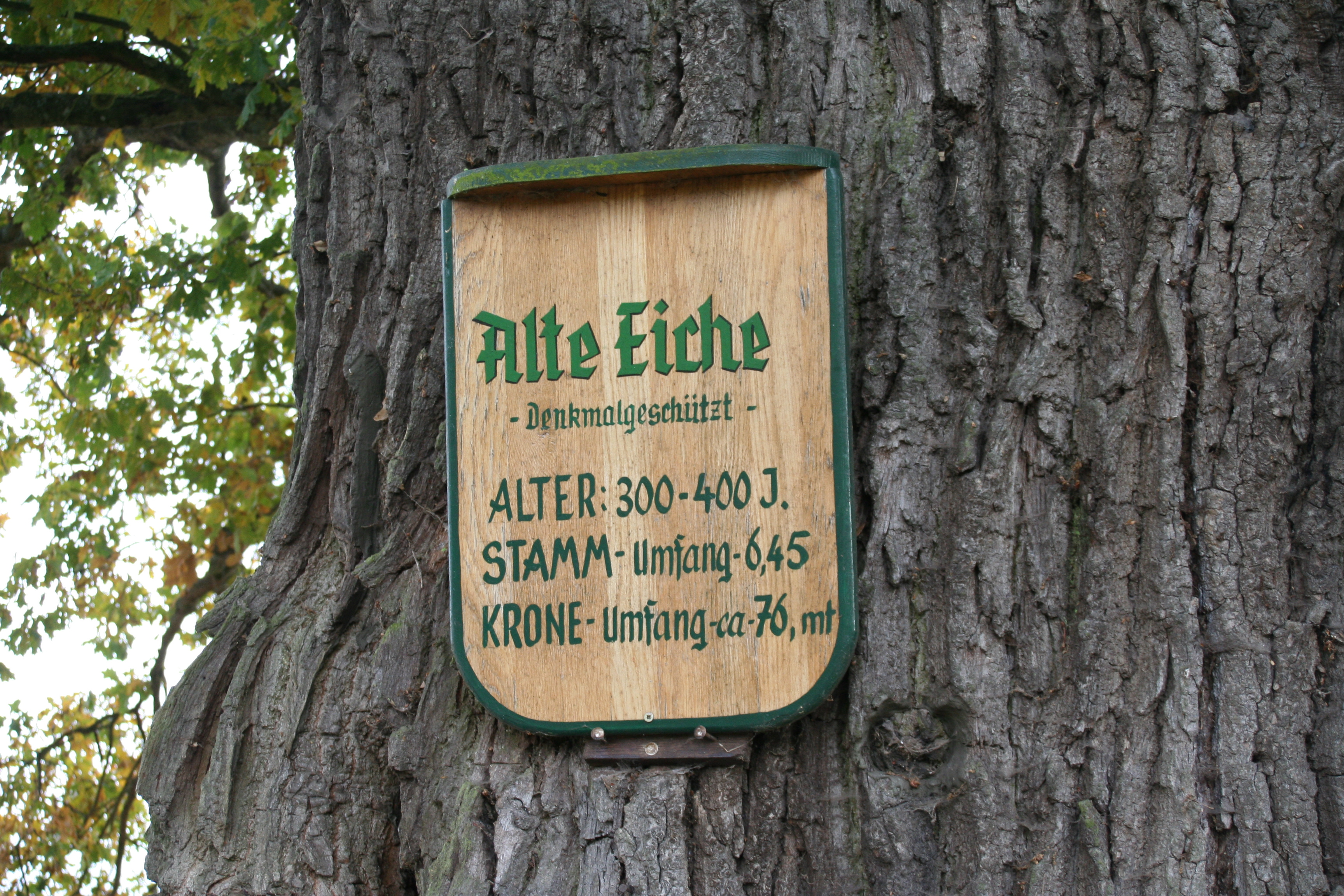
Alte Eiche (“Fat Oak”)
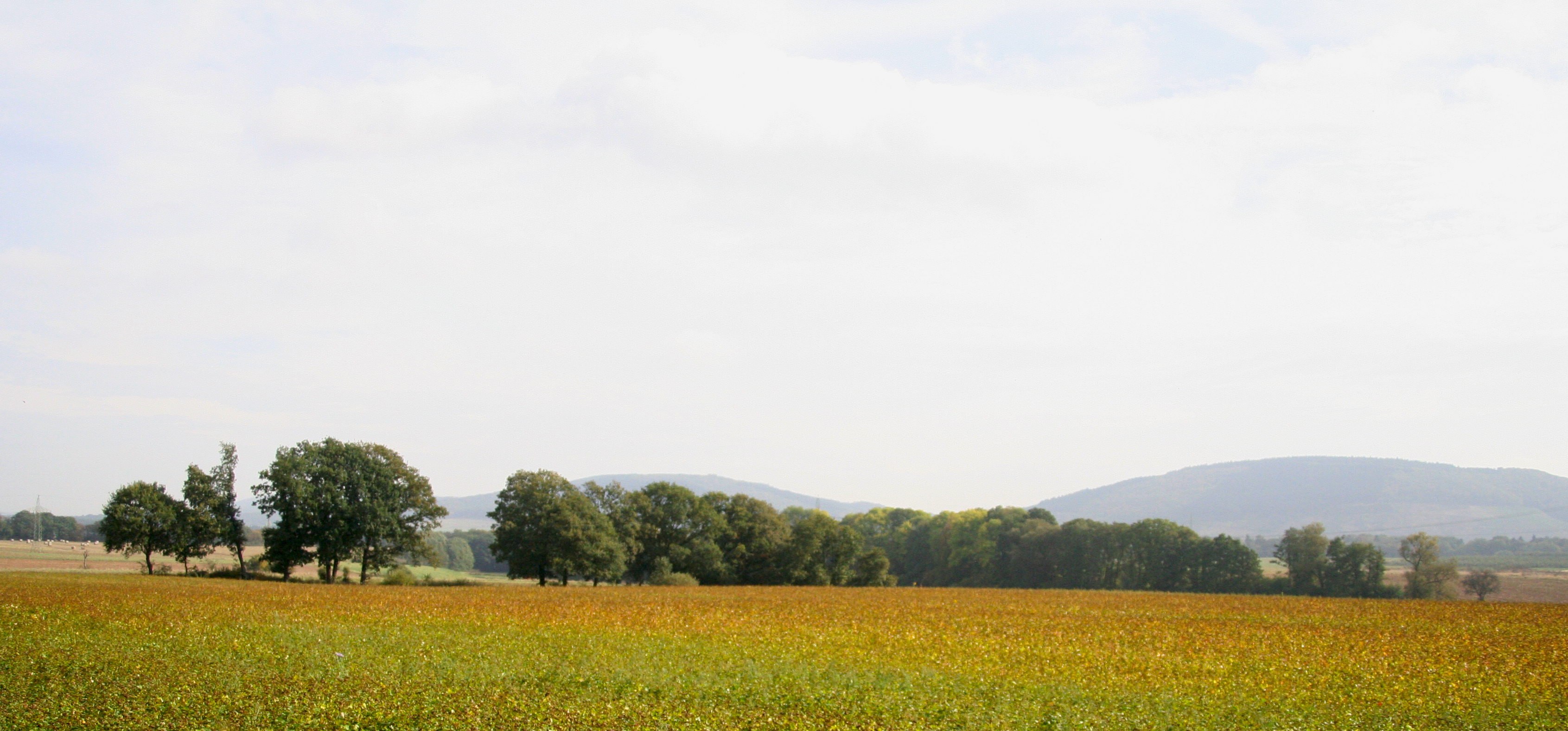
Alrededores
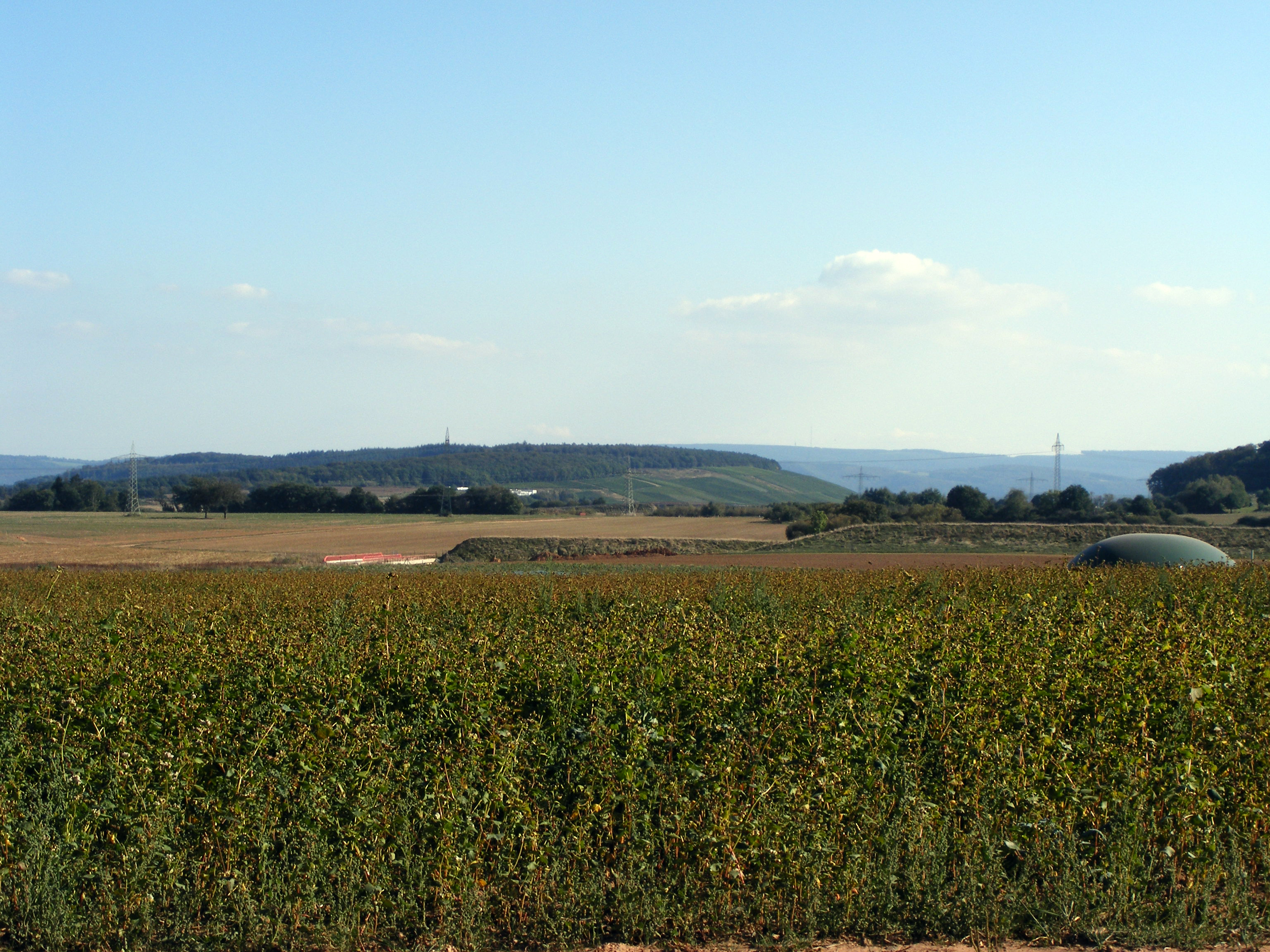
Alrededores

- Datos: Q445040
- Multimedia: Altrich / Q445040

1. ↑  Worldpostalcodes.org, código postal n.º 54518.